# Kalliojärvi och Uuranjärvi
Kalliojärvi och Uuranjärvi är en sjö i Finland. Den ligger i kommunen Kemijärvi i landskapet Lappland, i den norra delen av landet, 700 km norr om huvudstaden Helsingfors. Kalliojärvi och Uuranjärvi ligger 171 meter över havet. Arean är 1,14 kvadratkilometer och strandlinjen är 15,67 kilometer lång. Sjön  ingår i Kemi älvs huvudavrinningsområde. 